# Hermann Engels (Politiker)
Hermann Engels (* 3. Dezember 1909 in Lübeck; † 20. Januar 1973) war ein deutscher Politiker der SPD.

## Leben und Beruf
Engels war Arbeiter und wurde nach der „Machtergreifung“ der Nationalsozialisten 1933 zunächst arbeitslos. 1936 wurde er dann bei der Reichspost angestellt, bei der nach einer Umschulung später als Hochfrequenztechniker im Reichspostzentralamt in Berlin arbeitete. Danker und Lehmann-Himmel charakterisieren ihn in ihrer Studie über das Verhalten und die Einstellungen der Schleswig-Holsteinischen Landtagsabgeordneten und Regierungsmitglieder der Nachkriegszeit in der NS-Zeit als „oppositionell-gemeinschaftsfremd“.
Nach dem Zweiten Weltkrieg kehrte Engels nach Lübeck zurück und wurde 1946 Gewerkschaftssekretär. Von 1949 bis 1971 war Engels der gewählte Leiter des Bezirkes Nordwest der ÖTV. Er übernahm 1949 die Leitung von Heinrich Davidsen (1881–1963), den eine Delegiertenversammlung im Jahr 1946 gewählt hatte.
Engels war außerdem bis 1950 stellvertretender Vorsitzender der Arbeiterwohlfahrt in Lübeck. 1950 verlegte der ÖTV-Bezirk Nordwest seinen Sitz nach Kiel, so dass auch Engels dorthin umziehen musste. Später wurde er Mitglied des Hauptvorstandes der ÖTV und Vorstandsmitglied der Landesverkehrswacht Schleswig-Holstein sowie des Landesbezirks Nordmark des DGB. Außerdem gehörte er von Gewerkschaftsseite aus mehreren Ausschüssen beim Landesarbeitsamt Schleswig-Holstein an. So war er u. a. Vorsitzender des Haushaltsausschusses dort. Er war zudem Mitglied des Aufsichtsrates des Kieler Seefischmarktes und der Kieler Gewerkschaftshaus GmbH.

## Partei
Seit 1924 war Engels Mitglied der SPD.

## Abgeordneter
Von 1946 bis 1950 gehörte Engels der Lübecker Bürgerschaft an. Von 1958 bis 1967 war er Landtagsabgeordneter in Schleswig-Holstein.